# Elias Achouri
Elias Achouri (ur. 10 lutego 1999 w Saint-Denis, Réunion) – tunezyjski piłkarz francuskiego pochodzenia grający na pozycji napastnika w FC København.